# وزارة التعليم (المملكة المتحدة)
وزارة التعليم (بالإنجليزية: Department for Education)‏ هي وزارة في حكومة المملكة المتحدة مسؤولة عن حماية وخدمات الطفل، والتعليم الإلزامي والتعليم الإضافي والتعليم العالي والتدريب المهني في المملكة المتحدة.

## التاريخ
كانت هناك إدارة للتعليم سابقًا بين عام 1992 عندما تمت إعادة تسمية وزارة التعليم والعلوم وعام 1995 عندما تم دمجها مع وزارة التوظيف لتصبح قسم التعليم والتوظيف. تأسست وزارة التعليم في 12 مايو 2010 من قبل الحكومة الائتلافية المشكلة من قبل ديفيد كاميرون ونك كلغ، لتتولى مهام وموارد وزارة الأطفال والمدارس والعائلات.

## المسؤوليات
يرأس الوزارة وزير الدولة لشؤون التعليم. تشغل منصب وزيرة التعليم حاليا جيليان كيغان منذ 25 أكتوبر 2022. تتولى وزارة التعليم مسؤولة التعليم، وخدمات الأطفال، وسياسة التعليم العالي والتعليم الإضافي، والتدريب المهني، والمهارات الأوسع في إنجلترا، إضافة إلى المساواة.

## وصلات خارجية
- الموقع الرسمي
- قناة الوزارة الرسمية على يوتيوب
- الوزارة على موقع فيلكر